# Lars Blunck
Lars Blunck (* 1970 in Flensburg) ist ein deutscher Kunsthistoriker und Professor für Kunstgeschichte an der Akademie der Bildenden Künste Nürnberg. Er lebt in Berlin.

## Leben
Lars Blunck studierte in Braunschweig und Kiel Kunstgeschichte, Politikwissenschaft und Geographie sowie Kulturmanagement in Hagen. 2001 wurde er mit einer Dissertation zu performativen Assemblagen der 1950er und 1960er Jahre promoviert (Between Object & Event. Partizipationskunst zwischen Mythos und Teilhabe. Weimar, 2003). Anschließend war er zunächst Volontär am Hamburger Bahnhof – Museum für Gegenwart, bevor er 2002 eine wissenschaftliche Assistenz am Fachgebiet Kunstgeschichte der Technischen Universität Berlin übernahm. 2005 erhielt er den Deubner-Preis für aktuelle kunsthistorische Forschung. 2007 habilitierte er sich an der TU Berlin mit einer Schrift über Marcel Duchamp (Duchamps Präzisionsoptik. München, 2008). Dem folgte ebendort eine fünfjährige Gastprofessur. 2011 war er Fellow der Terra Foundation for American Art.
Seine Forschungen konzentrieren sich vornehmlich auf die Kunst- und Bildgeschichte der Moderne und Gegenwart. Er ist Mitherausgeber (gem. mit Bénédicte Savoy und Avinoam Shalem) der Reihe contact zones. Studies in Global Art im Verlag Walter de Gruyter.
Seit 2013 ist er Professor für Kunstgeschichte an der Akademie der Bildenden Künste Nürnberg.

## Publikationen (Auswahl)

### Als Autor
- Duchamps Readymade. München: edition metzel, 2017, ISBN 978-3-88960-163-6.
- Marcel Duchamp: Porte-bourteilles. Nürnberg: Verlag für moderne Kunst, 2014 (dt./engl.), ISBN 978-3-86984-062-8.
- Duchamps Präzisionsoptik. Zugl.: Berlin, Techn. Univ., Habil.-schrift, 2007. München: Verlag Silke Schreiber, 2008, ISBN 978-3-88960-101-8.
- Between Object & Event. Partizipationskunst zwischen Mythos und Teilhabe. Zugl.: Kiel, Univ., Diss., 2001. Weimar: VDG, 2003, ISBN 978-3-89739-342-4.

### Als Herausgeber
- Die Gesichter der Kunst. Beiträge der Tagung im Germanischen Nationalmuseum. Gemeinsam herausgegeben mit Birgit Jooss, Nürnberg 2018, ISBN 978-3-946217-07-7.
- Das Interview. Formen und Foren des Künstlergesprächs (hrsg. gem. mit Michael Diers u. Hans Ulrich Obrist). Hamburg: Philo Fine Arts, 2013, ISBN 978-3-86572-674-2.
- Die fotografische Wirklichkeit. Inszenierung – Fiktion – Narration. Bielefeld: transcript Verlag, 2010, ISBN 978-3-8376-1369-8.
- Werke im Wandel? – Zeitgenössische Kunst zwischen Werk und Wirkung. München: Verlag Silke Schreiber, 2005, ISBN 978-3-88960-063-9.

### Aufsätze
- Im Netz der Referenzen. Marcel Duchamps Étant donnés. In: Marek, Kristin; Schulz, Martin (Hrsg.): Kanon Kunstgeschichte. Eine Einführung in die Kunstwissenschaft. Bd. 3. München: Wilhelm Fink Verlag, 2016, S. 381–398
- „Die Erhebung des Zufälligen zum Wesentlichen“. Fluxus avant Fluxus/„The Elevation of the Coincidental to the Essential“. Fluxus Avant Fluxus. In: Ausst.-kat. Staatliches Museum Schwerin: Die Revolution der Romantiker. Fluxus Made in USA. 14. März bis 9. Juni 2014 (hrsg. v. Gerhard Graulich). Nürnberg: Verlag für Moderne Kunst, 2014, S. 133–152 (dt./engl.)
- Im Reich der Mottenkönige. In: Ausst.-kat. Museum Schloß Moyland: Das Schweigen der Junggesellen. 16. Februar bis 27. April 2014 (hrsg. v. Bettina Paust). Nürnberg: Verlag für moderne Kunst, 2014, S. 68–70
- Theoriebildung als Praxis. Zum kunsthistorischen Stellenwert der Künstlertheorie. In: Ehninger, Eva; Nieslony, Magdalena (Hrsg.): Theorie2. Potenzial und Potenzierung künstlerischer Theorie. Bern u. a.: Peter Lang Verlag, 2014, S. 17–32
- The Point of Interview. Zur Einführung (gem. mit Michael Diers). In: Blunck, Lars; Diers, Michael; Obrist, Hans Ulrich (Hrsg.): Das Interview. Formen und Foren des Künstlergesprächs. Hamburg: Philo Fine Arts, 2013, S. 9–26
- „Der Mob schaut zu“. Zum kunsthistorischen Quellenwert des Künstlergesprächs – seit Duchamp. In: Blunck, Lars; Diers, Michael; Obrist, Hans Ulrich (Hrsg.): Das Interview. Formen und Foren des Künstlergesprächs. Hamburg: Philo Fine Arts, 2013, S. 170–194
- Ad usum. Idee, Funktion und Zweck des Künstlerinterviews. Hans Ulrich Obrist im Gespräch mit Lars Blunck und Michael Diers. In: Blunck, Lars; Diers, Michael; Obrist, Hans Ulrich (Hrsg.): Das Interview. Formen und Foren des Künstlergesprächs. Hamburg: Philo Fine Arts, 2013, S. 302–325
- Mittendrin statt nur davor. Vom Mitmachen und Zuschauen in der zeitgenössischen Kunst. In: Ausst.-kat. Kunsthalle zu Kiel: Von Sinnen. Wahrnehmung in der zeitgenössischen Kunst. 14. Juli bis 21. Oktober 2012 (hrsg. v. Anette Hüsch). Heidelberg: Kehrer Verlag, 2012, S. 15–20.
- Biertrinken als höchste Kunstform? Zur Formierung des Publikums in Relationaler Kunst. In: Kammerer, Dietmar (Hrsg.): Vom Publicum. Das Öffentliche in der Kunst. Bielefeld: transcript Verlag, 2012, S. 13–28
- Lauter Originale. Ein Gespräch im Musée Imaginaire d’Art Moderne über die (Un)Wiederholbarkeit des Readymades. In: Ausst.-kat Kunsthalle Karlsruhe: Déjà-vu? Die Kunst der Wiederholung von Dürer bis YouTube. 21. April bis 5. August 2012 (hrsg. v. Pia Müller-Tamm und Wolfgang Ullrich). Bielefeld: Kerber Verlag 2012, S. 56–65
- Das Spiel mit der Wirklichkeit. Johannes Grützke und das Porträt. In: Ausst.-Kat. Germanisches Nationalmuseum: Johannes Grützke. Die Retrospektive. 24. November 2011 bis 1. April 2012 (hrsg. v. Birgit Jooss). Nürnberg: Germanisches Nationalmuseum, 2011, S. 126–135
- Nach dem Leben. Möglichkeiten der Bezugnahme re-inszenierter Fotografie am Beispiel fotografischer Totendarstellungen. In: Krüger, Klaus; Craasemann, Leena; Weiß, Matthias (Hrsg.): Re-Inszenierte Fotografie. München: Wilhelm Fink Verlag, 2011, S. 257–277
- Wann ist ein Original? In: Nida-Rümelin, Julian; Steinbrenner, Jacob (Hrsg.): Kunst und Philosophie: Original und Fälschung. Ostfildern-Ruit: Hatje Cantz Verlag, 2011, S. 9–29
- »Quel est le sens exact de votre terme ›Optique de précision‹?« – Überlegungen zu Marcel Duchamps Präzisionsoptik. In: Flach, Sabine; Vöhringer, Margarete (Hrsg.): Ultravisionen. Zum Wissenschaftsverständnis der künstlerischen Avantgarden, 1910–1930. München: Wilhelm Fink Verlag, 2010, S. 20–33. Engl. als: »Purely Optical Things«? On Marcel Duchamp’s Precision Optics. In: Artibus et Historiae, Jg. 31, Nr. 63, Krakau, Sommer 2011, S. 259–274
- Wider die künstlerische Tartüfferie. Duchamps Wahrhaftigkeitsnihilismus und Cézannes Wahrhaftigkeit. In: Muhr, Stefanie; Windorf, Wiebke (Hrsg.): Wahrheit und Wahrhaftigkeit: in der Kunst von der Frühen Neuzeit bis heute. Wien und Weimar: Reimer Verlag, 2009, S. 113–124
- »… sonst sind Sie nur ein Zugucker«. Handlung und Ereignis in der Fluxus-Kunst/»… Otherwise You Are a Spectator Only«. Action and Event in Fluxus Art. In: Ausst.-Kat. Neues Museum Nürnberg: Who Killed the Painting. Werke aus der Sammlung Block im Neuen Museum Nürnberg. 31. Oktober 2008 bis 25. Januar 2009 (hrsg. v. Angelika Nollert). Nürnberg: Verlag für moderne Kunst, 2008, S. 60–73
- »Luft anhalten und an Spinoza denken«. Zu Fragen der Publikumsbeteiligung in der zeitgenössischen Kunst. In: Blunck, Lars (Hrsg.): Werke im Wandel? – Zeitgenössische Kunst zwischen Werk und Wirkung. München: Verlag Silke Schreiber, 2005, S. 87–105. Zugl. in: Kunsthistorische Arbeitsblätter, Heft 4/5, Köln, August 2005, S. 75–86